# Bartramia microcarpa
Bartramia microcarpa är en bladmossart som beskrevs av Potier de la Varde 1954. Bartramia microcarpa ingår i släktet äppelmossor, och familjen Bartramiaceae. Inga underarter finns listade i Catalogue of Life.